# 卡爾皮利夫卡 (比洛吉里亞區)
50°11′1″N 26°18′49″E / 50.18361°N 26.31361°E
卡爾皮利夫卡（烏克蘭語：Карпилівка），是烏克蘭西部的村莊，隸屬赫梅利尼茨基州的舍佩蒂夫卡區。該村面積0.07平方公里，海拔高度255米，2001年人口119，人口密度每平方公里1,700人。